# Государственная защитная лесополоса Белая Калитва — Пенза
Государственная защитная лесополоса Белая Калитва — Пенза — защитная лесополоса протяжённостью более 700 километров.

## История

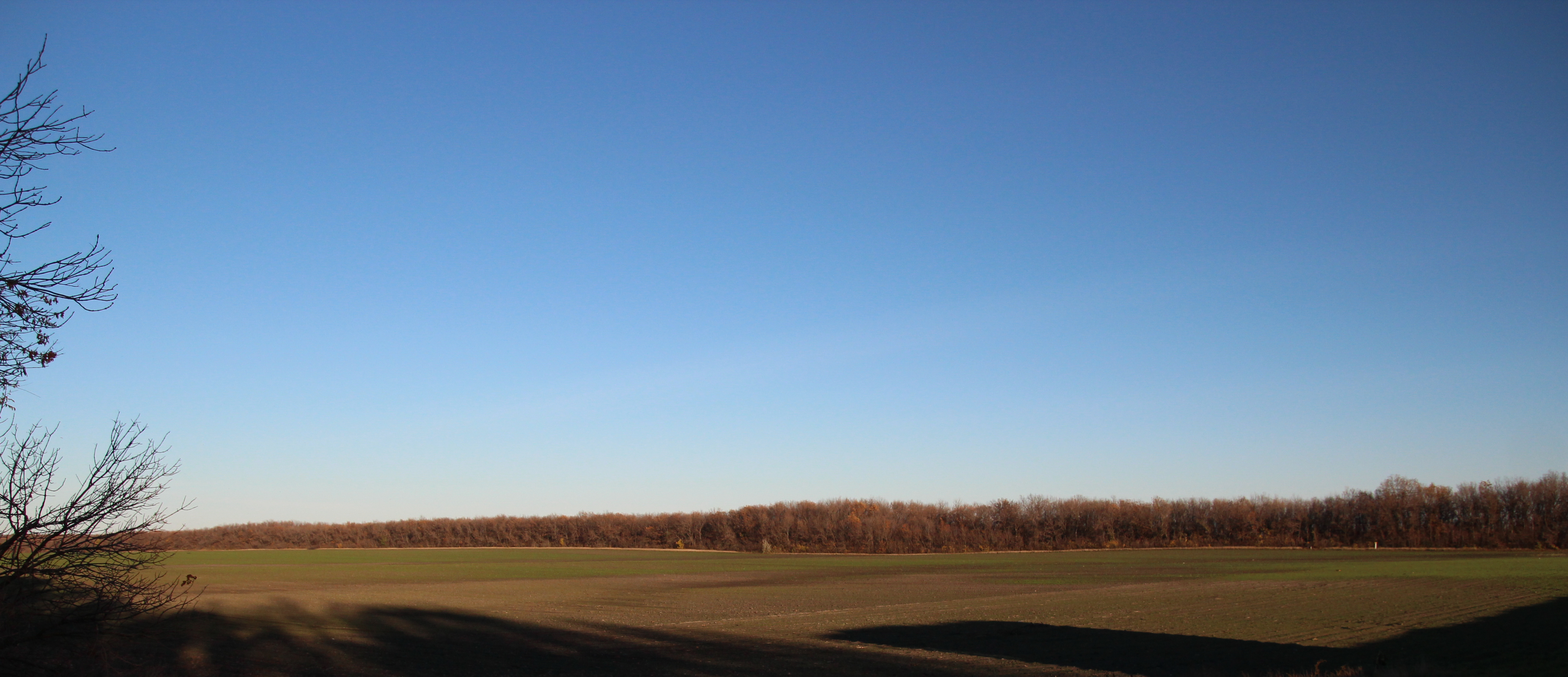
Государственная защитная лесополоса Белая Калитва — Пенза у трассы М6.

Идея защитить степи европейской части России от засух и суховеев относится ещё к 1767 году. Автором идеи считается русский агроном Андрей Тимофеевич Болотов.
В 1948 году в СССР по инициативе И. В. Сталина было принято Постановление Совета Министров СССР и ЦК ВКП(б) от 20 октября 1948 года № 3960, так называемый «Сталинский план преобразования природы», согласно которому началось грандиозное наступление на засуху путём, наряду с другими мероприятиями, посадки лесозащитных насаждений. В течение 15 лет (1950—1965 гг.) намечалось заложить леса на площади, превышающей 4 млн га. В рамках данного плана была создана и Государственная защитная лесополоса Белая Калитва (Каменск-Шахтинский) — Пенза.

1. В целях преодоления губительного влияния суховеев на урожай сельскохозяйственных культур, предохранения от выдувания плодородных почв Поволжья, Северного Кавказа, центрально-чернозёмных областей и улучшения водного режима и климатических условий этих районов признать необходимым создание в течение 1950—1965 годов следующих крупных государственных лесных полос:

…

Государственной защитной лесной полосы в направлении Пенза — Екатериновка — Вешенская — Каменск на Северном Донце, на водоразделах рек Хопра и Медведицы, Калитвы и Берёзовой, состоящей из трёх полос шириной по 60 метров каждая с расстоянием между полосами 300 метров и протяжённостью 600 километров;

….

Постановление Совета Министров СССР и ЦК ВКП(б) от 20 октября 1948 года № 3960

## Состояние и основные участки

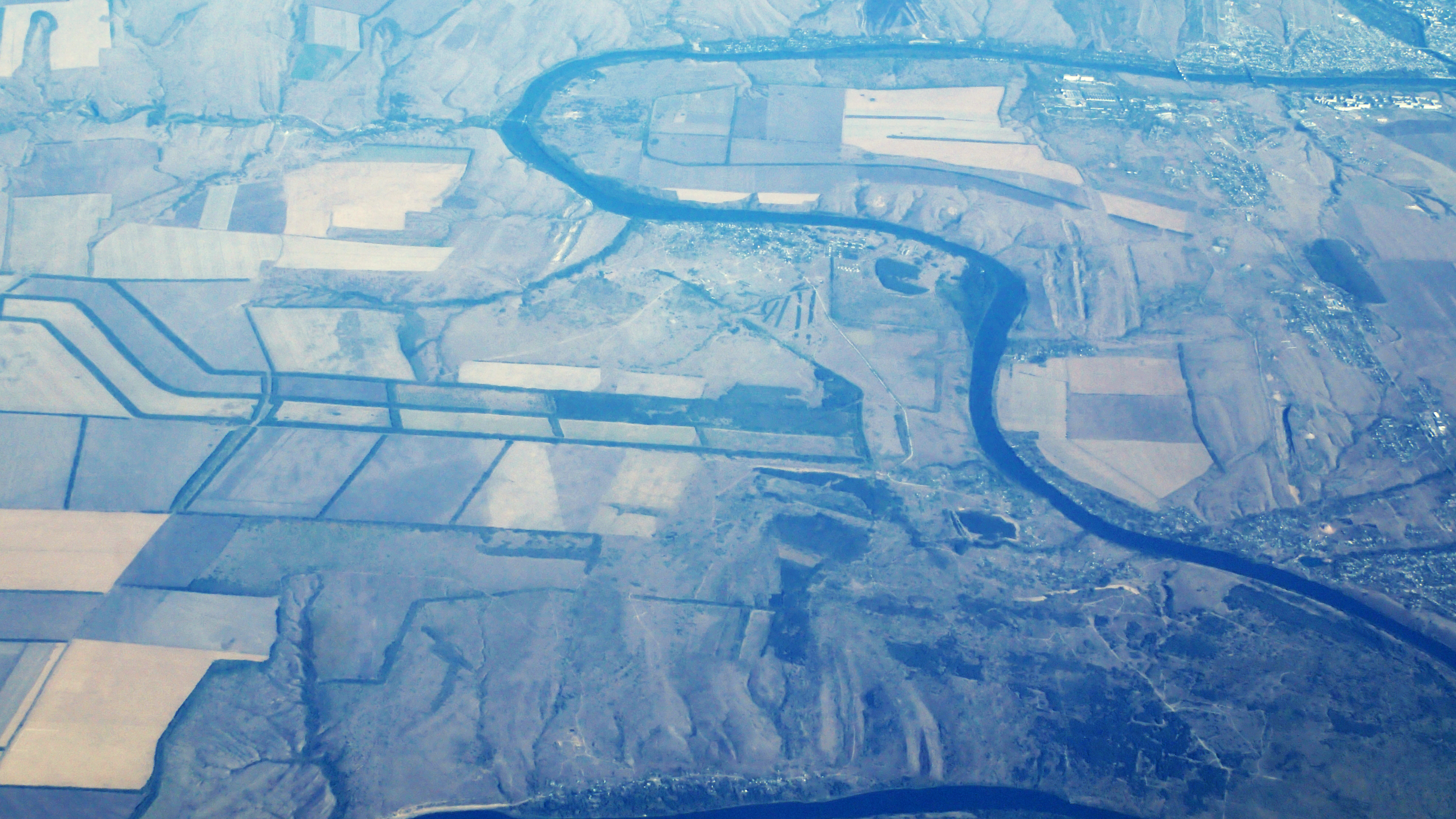
Начало защитной полосы в районе хутора Бородинов, Ростовская область. Вид из самолёта.

Своё начало Государственная защитная лесополоса Белая Калитва — Пенза берёт от левого берега реки Северский Донец, у хутора Бородинов, а заканчивается в 16 километрах южнее Пензы, у небольшой деревеньки Новая Каменка. В настоящее время протяжённость посадки составляет 708,5 километра, в её составе 3 параллельные лесополосы шириной ~60 метров на расстоянии ~350 м друг от друга. Итого ширина защитной лесополосы получается около 700 метров.[уточнить]
В связи с тем, что на пути лесополосы попадались многочисленные овраги, водоёмы и населённые пункты, она представляет собой ломаную линию с разрывами в 14 местах. Таким образом полоса состоит из 15 участков:
1. Бородинов — Ильинка = 60,0 км
2. Ильинка — Краснокутская = 106,9 км
3. Краснокутская — Большой = 37,3 км
4. Большой — Хованский = 27,9 км
5. Хованский — Попов = 111,1 км
6. Попов — Белые пруды = 73,0 км
7. Белые пруды — Большое Судачье = 27,3 км
8. Большое Судачье — Романовка = 30,6 км
9. Романовка — Михайловка = 33,2 км
10. Михайловка — Калининск = 5,8 км
11. Калининск — Широкий Уступ = 13,4 км
12. Широкий уступ — Новоселовка = 35,8 км
13. Новоселовка — Бутурлинка = 56,1 км
14. Бутурлинка — Кондоль = 68,0 км
15. Кондоль — Новая Каменка = 12,1 км

## Галерея

Государственная защитная лесополоса (вид из самолёта)
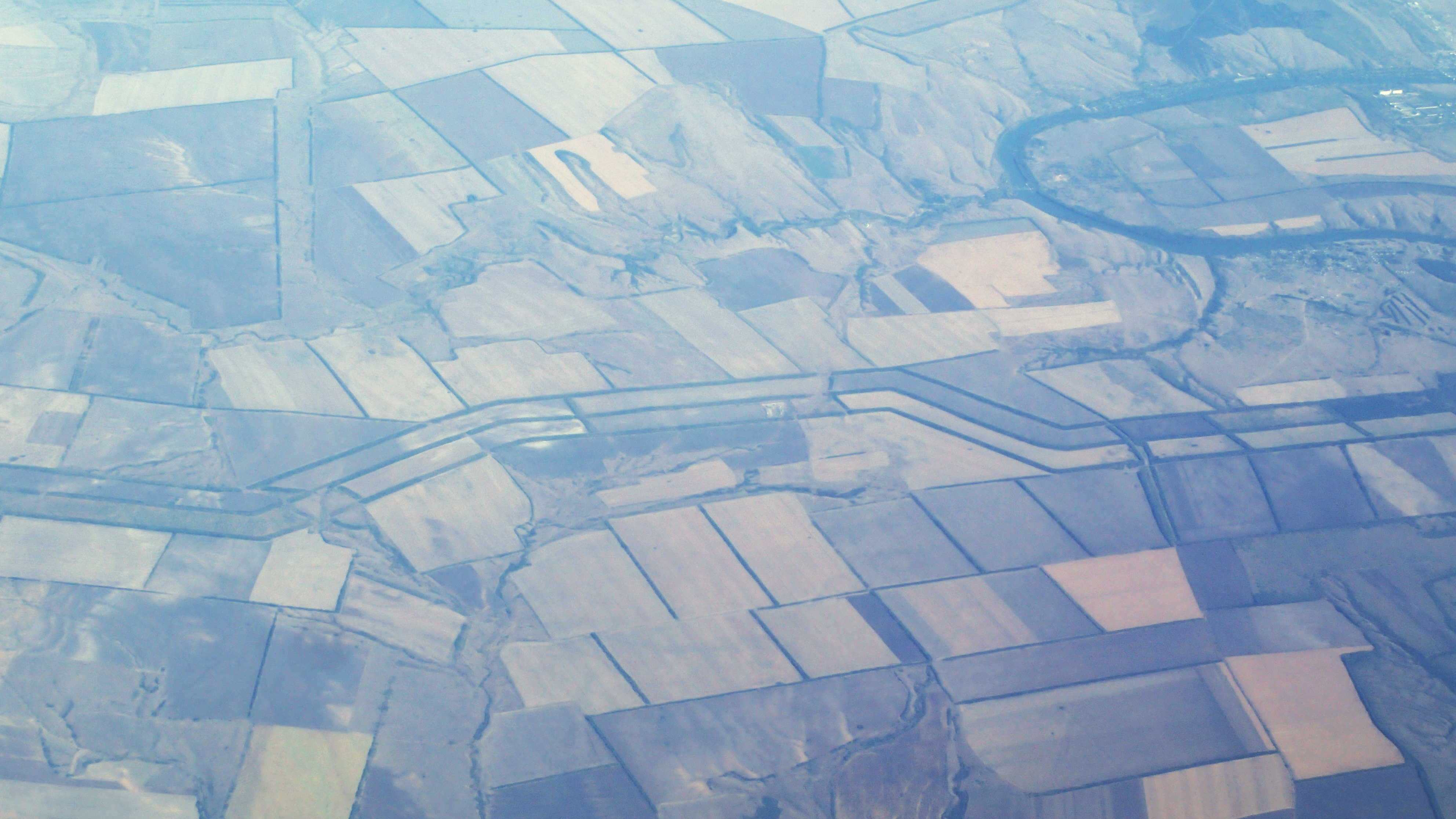
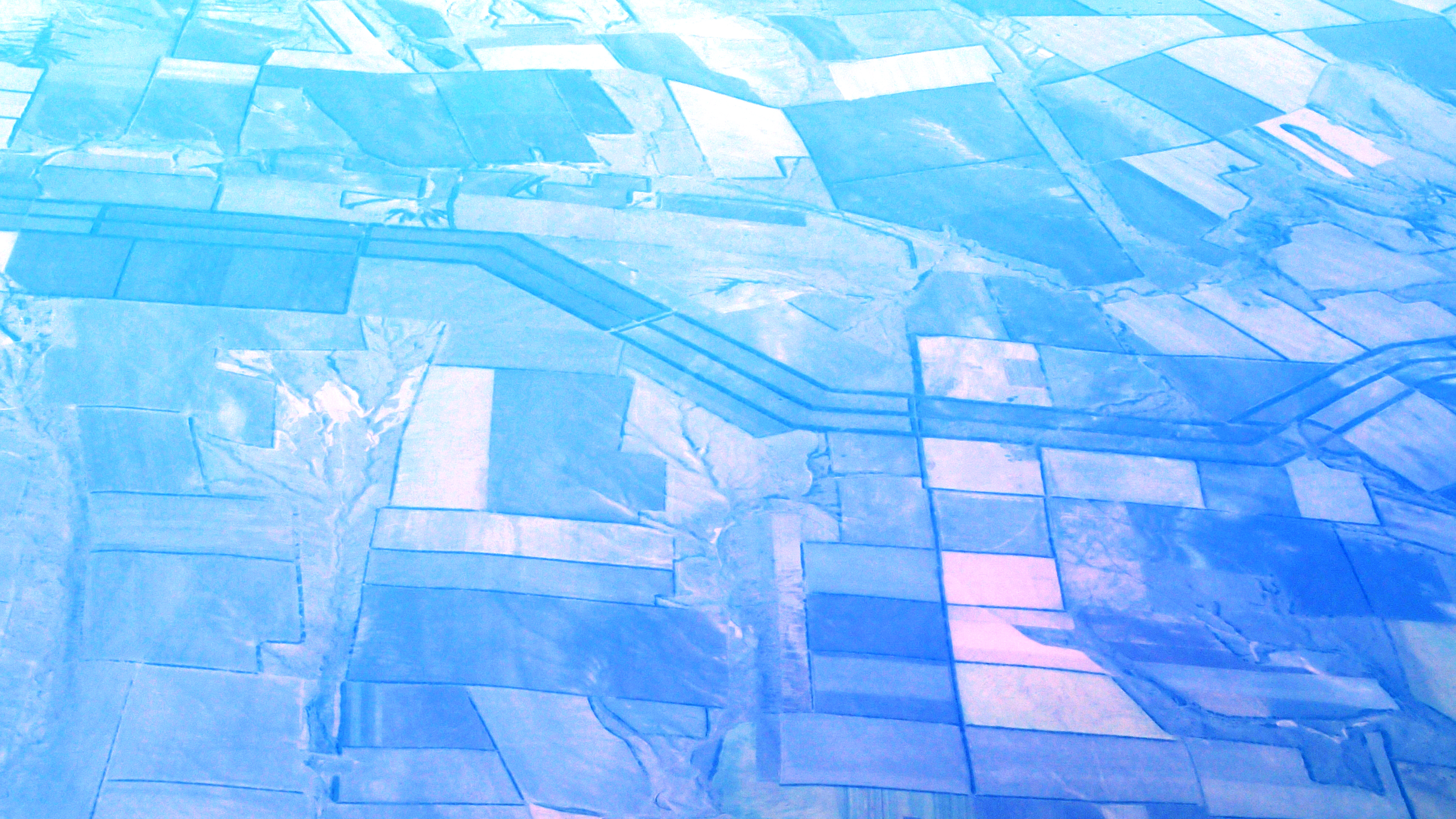
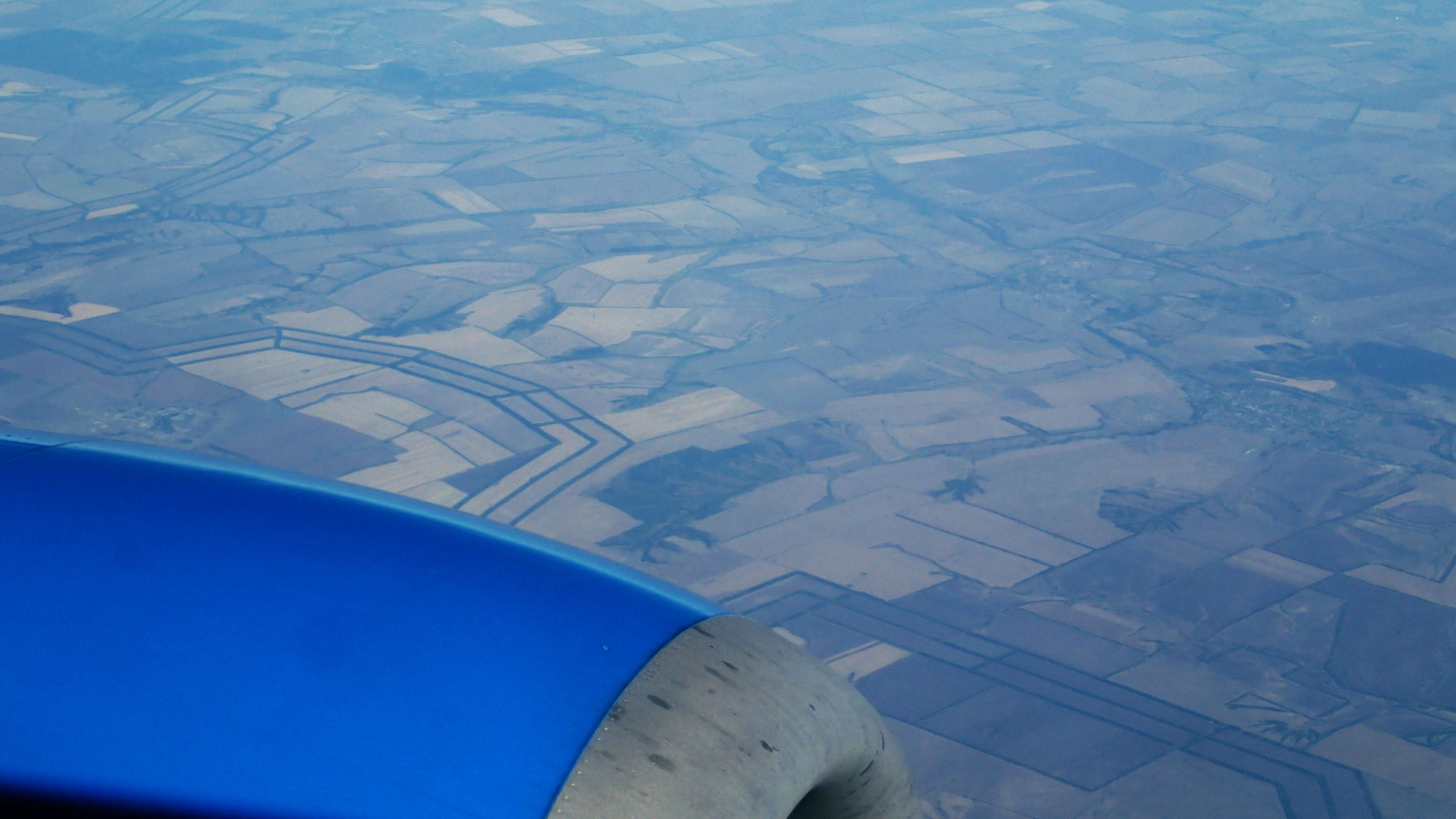
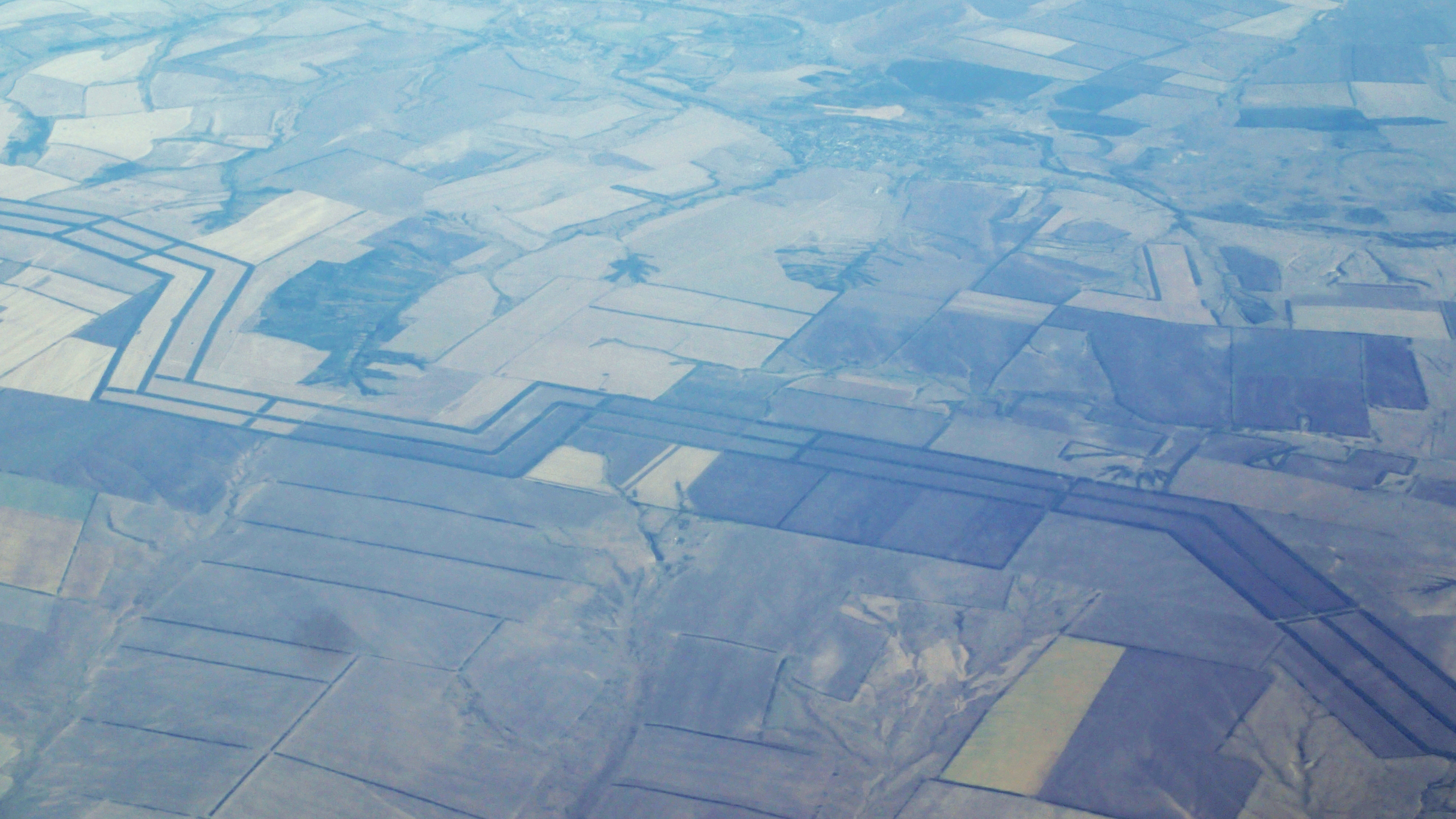
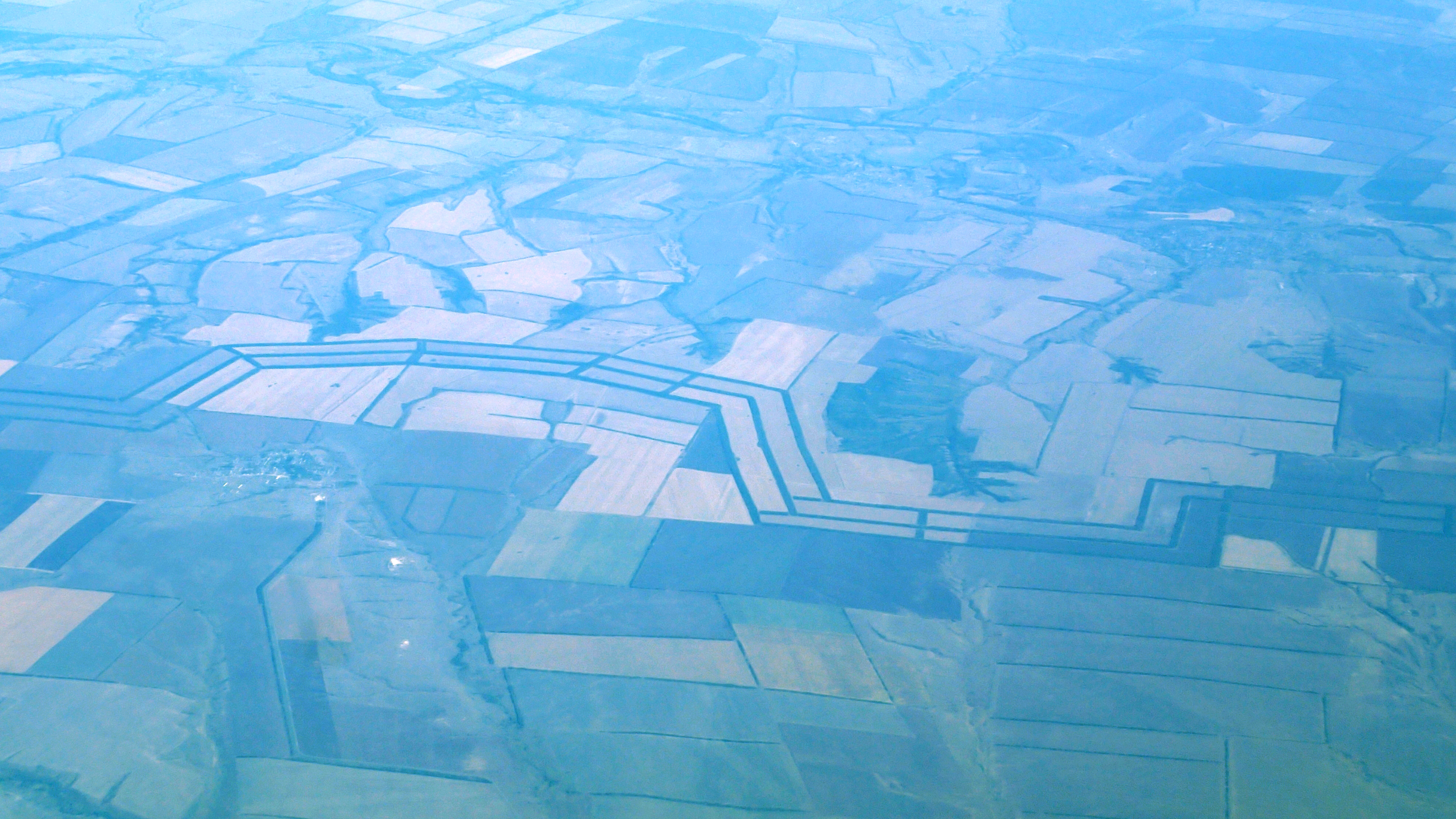
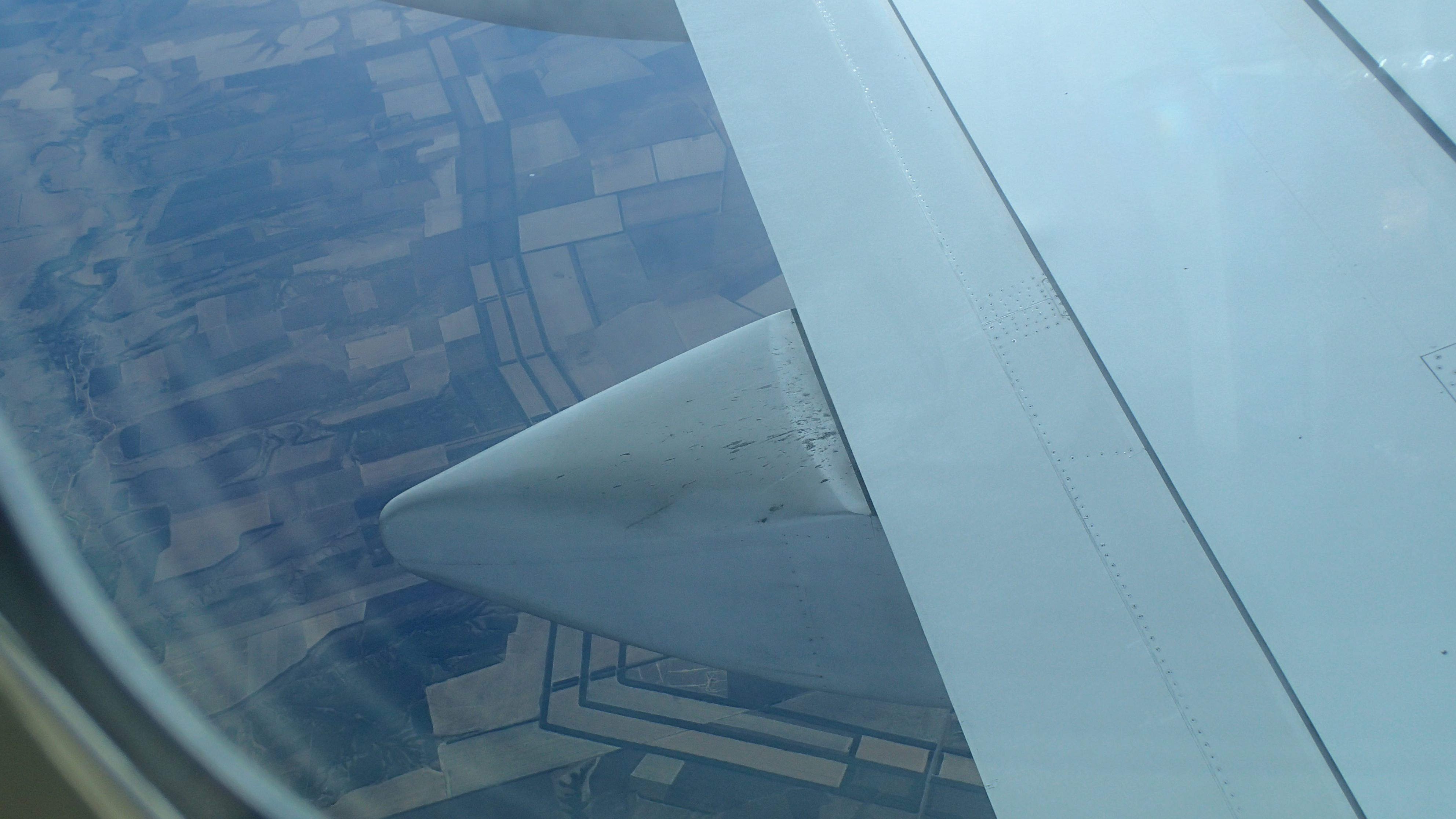